# Galvig
Galvig (dansk) eller Galwik (tysk) er et statistisk distrikt i Nordstaden i Flensborg tæt på grænsen til Nystaden. Ud mod fjorden er bydelen præget af industriområder. Ellers er der også en række etageboliger. Galvig har cirka 3.700 indbyggere. Ud mod Galvig Bugt er der en større lystbådehavn. På grænsen til Nystaden er der de seneste år indrettet et parkanlæg (Galwikpark/Galvigparken).
På området fandtes i 1500-tallet byens galgested, hvorfra det nuværende stednavn kan forklares. Senere blev her flere kvinder brændt som hekse. 